# Garaeus violaria
Garaeus violaria är en fjärilsart som beskrevs av Louis Beethoven Prout 1922. Garaeus violaria ingår i släktet Garaeus och familjen mätare. Inga underarter finns listade i Catalogue of Life.